# Hans Millies (Chronist)
Hans Millies der Ältere (* 1530 in Lübeck; † 22. oder 23. März 1578 ebenda) war ein deutscher Kaufmann und Chronist.

## Leben

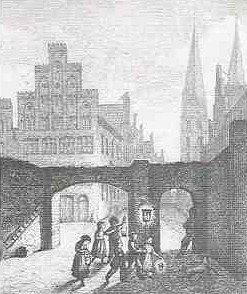
Carl Julius Milde: Alfstraße 38 (Mitte 19. Jahrhundert)

Der Kaufmann Hans Millies ist in Lübeck zunächst über seine Teilnahme am Grundstücksverkehr belegt. Er ererbte von seinem gleichnamigen Vater 1547 ein Haus zwischen Alfstraße und Fischstraße auf der nördlichen Hälfte des Grundstücks An der Untertrave 101 im Kaufmannsviertel der Lübecker Altstadt. Dieses veräußerte er 1561, weil er die südliche Hälfte des Grundstücks An der Untertrave 98 und das benachbarte Eckhaus Alfstraße 38 erworben hatte und bis 1567 als Eigentum behielt. Millies heiratete 1563 Agnes, die Tochter des Lübecker Bürgers Johann von Achelen. Er wird als einer der Vorsteher des Burgklosters mehrfach erwähnt. Er wurde in der Lübecker Marienkirche bestattet.

## Chronik
Hans Millies (der Ältere) begann seine Chronik 1567 auf Grundlage der Chronik des ebenfalls in der Alfstraße ansässigen Hans Regkmann. Sie ging mit seinem Tod auf seinen Sohn Hans Millies den Jüngeren († 1615) über, der sie fortsetzte. Hans Millies der Jüngere war in erster Ehe mit einer Tochter des Bürgermeisters Heinrich Plönnies verheiratet und ehelichte in zweiter Ehe eine Tochter des Ratsherrn Caspar Boje. Nach einem gemeinsam gestalteten Titelblatt enthält die Handschrift im ersten Teil eine Lübecker Ratslinie. Sie dokumentiert auch die Mitglieder des Neuen Rats der Zeit von 1408 bis 1416, die in anderen Ratslinien wegen der fehlenden Legitimität aus der Sicht des 1408 vertrieben und 1416 rückgekehrten Alten Rates nicht aufgeführt werden. Ab 1562 ist diese Ratslinie dann aus eigenem Erleben von Vater und Sohn Millies bis 1580 ergänzt. Spätere Zufügungen zu dieser Liste sind von dritter Hand später durch mehrere Personen nachgetragen. Die Chronik gelangte schließlich in das Archiv der Hansestadt Lübeck.